# Menesesia novaeguineae
Menesesia novaeguineae är en insektsart som beskrevs av Willemse, C. 1922. Menesesia novaeguineae ingår i släktet Menesesia och familjen Pyrgomorphidae. Inga underarter finns listade i Catalogue of Life.